# Bronx–Whitestone Bridge
Bronx–Whitestone Bridge (též nazývaný Whitestone Bridge nebo jen Whitestone) je visutý most přes řeku East River spojující městské části Throggs Neck v obvodu Bronx a Whitestone v obvodu Queens. Slouží automobilové dopravě, v šesti pruzích po něm přechází dálnice Interstate 678. Jeho délka činí 1150 metrů. Největší vzdálenost mezi pilíři je 700 metrů. Most byl otevřen 29. dubna 1939.